# بيرميكاييل (مهاباد)
قرية بيرميكاييل (بالكردية: پیرمیکاییل) هي إحدى القرى التابعة لـكاني بازار في ريف قسم خليفان من مقاطعة مهاباد، في محافظة أذربیجان الغربیة الإيرانية.

## السكان
حسب إحصاءات سنة 2006، بلغ إجمالي السكان في بيرميكاييل 111 نسمة وعدد المساكن 17 مسكن. لغة سكان بيرميكاييل هي اللغة الكردية و هم من أهل السنة والجماعة والمذهب الشافعي.